# 吾王萬壽無疆
《吾王萬壽無疆》（羅馬化：Chom Rat Chong Charoen）是暹羅国歌暨王室頌歌，也是泰国（暹羅）歷史上的首部國歌。《吾王萬壽無疆》沿用英国國歌《天佑吾皇》（或《天佑女王》）的曲調，並由帕亞西孫通沃漢填阿瑜陀耶語（泰語）歌詞，於1852年正式採用，於1871年由《天上明月》取代。

## 歷史
1852年，英國將領湯瑪仕·佐治·諾士與英比（Impey）二人分別先後抵埗暹羅並負責訓練禁軍。兩位將領除了為暹羅軍隊引入了歐洲的軍事訓練模式外，也引入了英國以《天佑吾皇》等歌曲歌頌君主與充當練軍歌的傳統。時任暹羅國王拉玛四世意識到君主頌歌的重要性，並沿用《天佑吾皇》的曲調作為其個人頌歌與暹羅國歌，由此使之成為泰國（暹羅）歷史上的首部國歌。拉玛五世繼位後，歌曲獲另撰新的英文歌詞以歌頌新王，此事於《暹羅紀要》（หมายเหตุประเทศสยาม）一書中亦有所記載。後來，帕亞西孫通沃漢為歌曲重撰阿瑜陀耶語（泰語）歌詞，並正式命名歌曲為《吾王萬壽無疆》。
1871年，拉瑪五世出訪新加坡（其時屬英國海峡殖民地）與爪哇岛（其時屬荷屬東印度）。拉瑪五世在新加坡獲英國士兵以《天佑吾皇》恭迎御駕，然而當他向八打威的荷兰士兵表示他們應演奏配上阿瑜陀耶語（泰語）歌詞的《天佑吾皇》恭迎御駕時，荷蘭士兵向拉瑪五世再一次發問確認，並詢問他暹羅並非如新加坡般為英國的殖民地，但仍使用《天佑吾皇》的原因。拉瑪五世隨即意識到國歌有表示自身為獨立主權國家的重要性，因此在回鑾恭貼瑪哈納空（曼谷）後隨即命琅巴迪拜羅、帕亞沙諾杜里揚與克魯姆爾格（ครูมรกต）三位宮廷樂師各推薦一首適合作為暹羅國歌的歌曲。三人不約而同地推薦由先王拉玛二世創作的《天上明月》，惟拉瑪五世仍對《天上明月》的曲調不滿意，因此又命人為《天上明月》重譜西式曲調，並在此後以《天上明月》取代《吾王萬壽無疆》為暹羅國歌。

## 歌詞
| 阿瑜陀耶語（泰語）原詞 | 皇家泰語轉寫通用系統轉寫 |
| ---------------------- | ------------------------ |
|                        |                          |

## 外部連結
- YouTube上的《吾王萬壽無疆》（泰國國旗博物館）